# Françoise Bourdin
Pour les articles homonymes, voir Bourdin.
Ne doit pas être confondu avec Françoise Bourdon.
Françoise Bourdin, née le 22 juillet 1952 dans le huitième arrondissement de Paris et morte le 25 décembre 2022 à Vernon (Eure), est une écrivaine et scénariste française.
Elle a publié une cinquantaine de livres et se place en 2012 au quatrième rang des écrivains français en nombre de livres vendus avec 15 millions d'exemplaires. Ses romans sont habituellement des drames familiaux, et ses personnages des gens à qui les lecteurs peuvent s'identifier.

## Biographie

### Famille et jeunesse
Les parents de Françoise Dominique Bourdin sont chanteurs lyriques : Roger Bourdin et Géori Boué. Elle a une sœur.
Elle suit ses études au lycée Victor-Duruy et pratique l'équitation.
Son fiancé se tue devant ses yeux au cours d'un tournoi d'équitation alors qu'elle avait 16 ans. Elle déclare qu'à cette occasion elle a « pensé arrêter le cheval », mais a changé d'entraîneur, a recommencé et est devenue jockey. Elle a disputé des courses hippiques à Maisons-Laffitte et à Chantilly.

### Premiers ouvrages et vie familiale
À la suite de la mort de son fiancé, elle écrit l'histoire d'une jeune fille passionnée de cheval intitulée Les Soleils mouillés. L'œuvre est publiée en 1972 par les éditions Julliard, alors qu'elle a 19 ans. Son deuxième roman, De vagues herbes jaunes, paraît en 1973, et est ultérieurement adapté à la télévision par Josée Dayan, son premier téléfilm, avec comme interprète Laurent Terzieff.
Elle fait ensuite une pause dans l'écriture, et épouse un ami d’enfance devenu médecin.
Françoise Bourdin écrit quelques années plus tard plusieurs livres dans sa jeunesse, vers 25 ans, puis fonde une famille. Elle se remet vraiment à l'écriture après avoir élevé ses filles (l'une d'elles, Frédérique Le Ternier, née en 1982, est animatrice radio à France Bleu) et après son divorce vers 40 ans. Dans un premier temps ses manuscrits n’intéressent pas. Mais elle persiste et continue d'envoyer ses textes par la poste. Après une quinzaine de refus, elle est publiée en 1991 par Denoël pour Mano a mano, et par les éditions de la Table ronde pour Sang et or la même année. En 1994, elle rejoint les éditions Belfond, et les ventes décollent.
Elle habite dans la maison qu'occupait André Castelot à Port-Mort et consacre une grande partie de son temps libre et de ses revenus à la rénovation de cette maison.

### Carrière littéraire
Françoise Bourdin a écrit plus d'une cinquantaine de romans et une dizaine de nouvelles. Chaque livre se vend entre 300 000 et 500 000 exemplaires[réf. nécessaire].
Elle est aussi scénariste de profession[réf. nécessaire]. Beaucoup de ses romans ont été adaptés en téléfilms ou en séries télévisées.
Bien qu'elle soit le quatrième auteur français en nombre de livres vendus (derrière Guillaume Musso, Marc Levy et Katherine Pancol) avec 8 millions de livres, la presse rend rarement compte de ses publications, avec seulement une quinzaine d'articles dans la presse nationale en dix ans. En raison de cette absence médiatique pour un écrivain vendant autant, elle est présentée comme discrète.
En fait, c'est au début de sa carrière qu'elle déclara « avoir regretté cette indifférence des médias, des émissions littéraires ou encore des jurys des prix littéraires ». En novembre 2019, elle confie au journal Le Monde qui lui consacre pour la première fois un portrait : « J'aurais bien aimé être récompensée, ça m'aurait touchée », mais reconnaît avoir pris du recul après, à mesure que son lectorat augmentait. Selon elle, « il y a un certain mépris pour la littérature populaire ». « Les gens qui méprisent ce que j’écris n’en ont évidemment jamais lu un seul paragraphe. C’est très injuste. C’est un a priori élitiste ».

### Mort
Françoise Bourdin meurt le 25 décembre 2022, à l'âge de 70 ans,. Les circonstances de son décès n'ont pas été dévoilées au public. Ses obsèques ont lieu dans l'après-midi du 3 janvier 2023 en l'église Saint-Pierre de Port-Mort (Eure), suivie de l'inhumation au cimetière communal.

## Publications

### Romans
- Les Soleils mouillés, éd. Julliard, 1972 ; réédition Récamier, 2024
- De vagues herbes jaunes, éd. Juilliard, 1973 — Adapté à la télévision par Josée Dayan ; réédition Récamier, 2023, Pocket, 2024
- Sang et Or, éd. de la Table Ronde, 1991
- Mano a mano, éd. Denoël, 1991 ; éd. Belfond, 2009 — Adapté à la télévision pour France 3  ; réédition Pocket, 2011
- BM Blues, éd. Denoël, 1993 ; réédition, éditions Belfond 2012  (ISBN 978-2-7144-5276-4) ; réédition Pocket, 2015
- Les Vendanges de juillet, éd. Belfond, 1994  (ISBN -2-7144-3159-3) ; réédition Pocket, 2009
- Juillet en hiver, éd. Belfond, 1995  (ISBN -2-7144-3284-0) — Adapté pour la télévision sous le titre Retour à Fonteyne[8] par Philomène Esposito, et diffusé sur France 2 en 1999 ; réédition Pocket, 2009
- Les Vendanges de Juillet - Juillet en hiver, éd. Pocket, 2019,  (ISBN 978-2266304894)
- Crinière au vent, éd. France Loisirs, en exclusivité  (ISBN 2-7441-3912-2)
- Terre indigo, éd. TF1, 1996 ; réédition, J'ai lu, 1996 — Adapté à la télévision, en feuilleton par Jean Sagols et diffusé sur TF1
- La Camarguaise, éd. Belfond, 1996  (ISBN -2-7144-3423-1) ; réédition Pocket, 2017
- Comme un frère, éd. Belfond, 1997  (ISBN -2-7144-3549-1) ; réédition Pocket, 2014
- Nom de jeune fille, éd. France Loisirs, 1997 ; réédition, éd. Belfond, 1999  (ISBN -2-7144-3467-3) ; réédition Pocket, 2010
- L’Héritier des Beaulieu, éd. Belfond, 1998  (ISBN -2-7144-3559-9) ; réédition Pocket, 2016
- Les Sirènes de Saint-Malo, éd. Belfond, 1999  (ISBN -2-7144-3685-4) ; réédition Pocket, 2012
- L’Homme de leur vie, éd. Belfond, 2000  (ISBN -2-7144-3689-7) ; éd. Pocket 2004
- La Maison des Aravis, éd. Belfond, 2000  (ISBN -2-7144-3627-7) ; éd. Pocket 2004
- Le Secret de Clara, éd. Belfond, 2001  (ISBN -2-7144-3730-3) ; éd. Pocket 2004
- L’Héritage de Clara, éd. Belfond, 2001  (ISBN -2-7144-3731-1) ; réédition Pocket, 2004
- Un mariage d’amour, éd. Belfond, 2002  (ISBN -2-7144-3926-8) ;éd. Belfond, 2016  (ISBN 978-2-7144-7388-2) ; réédition Pocket, 2004.
- Les Années passion : le roman d'une femme libre, éd. Belfond, 2003  (ISBN -2-7144-3854-7) ; éd. Pocket 2005
- Objet de toutes les convoitises, éd. Belfond, 2003  (ISBN -2-7144-4013-4) ; éd. Pocket 2006
- Un été de canicule, éd. Belfond, 2003  (ISBN -2-286-00611-3) ; éd. Pocket 2004 — Adapté à la télévision en 2003 sous forme de mini série, réalisée par Sébastien Grall
- Le Choix d'une femme libre, éd. Belfond, 2003  (ISBN -2-7144-4037-1) ; éd. Pocket 2005
- Rendez-vous à Kerloc'h, éd. Belfond, 2004  (ISBN -2-7144-4066-5) ; éd. Pocket 2006
- Une passion fauve, éd. Belfond, 2005  (ISBN -2-7144-4168-8) ; éd. Pocket, 2007
- Bérill ou la Passion en héritage, éd. Belfond, 2006  (ISBN -2-7144-4205-6) ; Pocket 2007
- L'Inconnue de Peyrolles, éd. Belfond, 2006  (ISBN 978-2-714-44133-1) ; éd. Pocket 2008
- Un cadeau inespéré, éd. Belfond, 2007  (ISBN -2-7144-4245-5) ; éd. Pocket 2008
- Les Bois de Battandière, éd. Belfond, 2007  (ISBN 978-2-7144-4340-3) ; réédition Pocket, 2009
- Une nouvelle vie, éd. Belfond, 2008  (ISBN 978-2-7144-4450-9) ; réédition Pocket, 2010
- Dans le silence de l'aube, éd. Belfond, 2008  (ISBN 978-2-7144-4354-0) ; réédition Pocket, 2014
- Sans regrets, éd. Belfond, 2009  (ISBN 978-2-7144-4520-9) ; réédition Pocket, 2011
- Un soupçon d’interdit, éd. Belfond, 2010  (ISBN 978-2-7144-4602-2) ; réédition Pocket, 2015
- D’espoir et de promesse, éd. Belfond, 2010  (ISBN 978-2-7144-4708-1) ; réédition Pocket, 2012
- Le Testament d'Ariane, éd. Belfond, 2011  (ISBN 978-2-7144-4828-6) ; réédition Pocket, 2011
- Dans les pas d'Ariane , éd. Belfond, 2011  (ISBN 978-2-7144-5021-0) ; réédition Pocket, 2013
- Le Testament d'Ariane - Dans les pas d'Ariane, éd. Pocket, 2021,  (ISBN 978-2266307574)
- Serment d’automne, éd. Belfond, 2012  (ISBN 978-2-7144-5242-9) ; réédition Pocket, 2013
- D’eau et de feu, éd. Belfond, 2013  (ISBN 978-2-7144-5406-5) ; réédition Pocket, 2016
- À feu et à sang, éd. Belfond, 2014  (ISBN 978-2-7144-5407-2) ; réédition Pocket, 2016
- Galop d’essai, éd. Belfond, 2014  (ISBN 978-2-7144-5679-3) ; réédition Pocket, 2015
- La Promesse de l'océan, éd. Belfond, 2014  (ISBN 978-27144-5412-6) ; réédition Pocket, 2015
- Au nom du père, éd. Belfond, 2015  (ISBN 978-2-7144-5669-4) ; réédition Pocket, 2017
- Face à la mer, éd. Belfond, 2016  (ISBN 978-2-7144-6056-1) ; réédition Pocket, 2018
- Le Choix des autres, éd. Belfond, 2017  (ISBN 978-2-7144-5884-1) ; réédition Pocket, 2018
- Hors-Saison et autres nouvelles, Belfond, mars 2018  (ISBN 978-2-7144-7952-5) ; réédition Pocket, 2019
- Gran paradiso, éd. Belfond, 2018 ; réédition Pocket, 2019
- Si loin, si proches, éd. Belfond, 2019  (ISBN 978-2-298-15376-7) ; réédition Pocket, 2020
- Quelqu'un de bien, éd. Belfond, 2020  (ISBN 978-2-7144-8137-5) ; réédition Pocket, 2021
- Le meilleur est à venir, éd. Belfond, 2021  (ISBN 978-2-7144-9341-5) ; réédition Pocket, 2022
- Un si bel horizon, éd. Plon, 2022  (ISBN 978-2-2593-0699-7) ; réédition Pocket, 2023.

### Nouvelles
- Olympe et Tatan, dans 13 à table ! 2015 Paris : Pocket no 16073, novembre 2014  (ISBN 978-2-266-25405-2)
- Cent balles, dans 13 à table ! 2016, Paris : Pocket no 16479, novembre 2015  (ISBN 978-2-266-26373-3)
- Un joyeux non-anniversaire, dans 13 à table ! 2017, Paris : Pocket no 16745, novembre 2016, p. 9-21  (ISBN 978-2-266-27126-4)
- Tant d'amitié, dans 13 à table ! 2018, Paris : Pocket, novembre 2017 (ISBN 978-2-266-27952-9)
- Laissée-pour-compte, dans 13 à table ! 2019, Paris : Pocket, novembre 2018 (ISBN 978-2-266-28641-1)
- La croisière ne s'amuse pas, dans 13 à table ! 2020, Paris : Pocket, no 17728 novembre 2019, p. 25-42  (ISBN 978-2-266-30550-1)
- N'a-qu'un-œil, dans 13 à table ! 2021, Paris : Pocket no 18254, novembre 2020, p. 37-50  (ISBN 978-2-266-30754-3)
- Un faire-valoir, dans 13 à table ! 2022, Paris : Pocket no 18272, novembre 2021, p. 21-36[9]
- La Binette, dans 13 à table ! 2023, Paris : Pocket no 18566, novembre 2022, p. 17-31

### Volumes Omnibus regroupant des romans déjà parus
- Berill, Clara, Lucrèce..., Éditions Omnibus, 2010  (ISBN 978-2-258-08610-4)
- Maisons et Secrets, Éditions Omnibus, 2012  (ISBN 978-2-258-09364-5)
- Un nouveau départ pour changer de vie, Éditions Omnibus, 2014  (ISBN 978-2-258-10609-3)
- Ce que les hommes veulent, Éditions Omnibus, 2015  (ISBN 978-2-258-11498-2)
- Héritages, Éditions Omnibus, 2016  (ISBN 978-2-258-13600-7)
- Jeux de Famille, Éditions Omnibus, 2017  (ISBN 978-2258146891)

### Divers
- Corrida. La fin des légendes (en collaboration avec Pierre Mialane), éd. Denoël, 1992  (ISBN 978-2-2072-3957-5)
- Des histoires qui vous ressemblent, Le Robert, 2022  (ISBN 9782321017370)